# أثينا (فلم)
أثينا (بالإنجليزية: Athena) هو فيلم فرنسي من إخراج رومان جافراس وبطولة دالي بن صلاح، سامي سليماني وأنتوني باجون، عرض لأول مرة خلال مهرجان البندقية السينمائي ثم صدر على منصة نتفليكس في 23 سبتمبر 2022.
عرض أثينا العرض العالمي الأول لها في مهرجان البندقية السينمائي الدولي التاسع والسبعين في 9 سبتمبر 2022, حيث تنافست على جائزة الأسد الذهبي, وتم إصداره في 23 سبتمبر 2022 بواسطة نتفليكس. تلقى الفيلم مراجعات إيجابية في الغالب, مع الثناء على التمثيل والنتيجة والتوجيه والجوانب الفنية.

## ملخص
تدور أحداث المؤامرة في إحدى الضواحي الفرنسية, وتتعلق بالفوضى التي اندلعت في حي معروف باسم أثينا في أعقاب القتل الوحشي لإدير, مع التركيز على محنة أشقاء الفقيد كريم ومختار وعبد. الشقيقان من أصل جزائري, أحدهما جندي أوسم في الجيش الفرنسي, والآخر تاجر مخدرات والثالث زعيم مجتمعي, جميعهم غاضبون من القتل العنصري لإدير. على خلفية أعمال الشغب, تستكشف المؤامرة مشاعر ونهج كريم وعبد. تم تصوير الفيلم كسلسلة من اللقطات المتتالية.

## إنتاج
الفيلم من إنتاج شركة Iconoclast و Lyly Films. تم تصويره في عام 2021 في ضاحية إيفري كوركورون الباريسية. يتميز بالحوار باللغتين الفرنسية والعربية.

## استقبال

### ردود الفعل السياسية
كان رد فعل السياسيين اليمينيين الفرنسيين, مثل جيلبرت كولارد, عضو حزب إريك زمور, بمجرد إصدار الفيلم, تحدثوا عن الفيلم باعتباره نذير "حرب أهلية" مقبلة.

### تأثير
في 31 أكتوبر 2022, اشتبك مهاجرون في بلدة لينز النمساوية مع الشرطة وتم ذكر الفيلم كمرجع على تيك توك, قبل أيام من الحادث.

## روابط خارجية
- أثينا على موقع IMDb (الإنجليزية)
- أثينا على موقع ميتاكريتيك (الإنجليزية)
- أثينا على موقع روتن توميتوز (الإنجليزية)
- أثينا على موقع نتفليكس (الإنجليزية)
- أثينا على موقع ألو سيني (الفرنسية)
- أثينا على موقع أول موفي (الإنجليزية)
- أثينا على موقع فيلمافينيتي (الإسبانية)
- أثينا على موقع قاعدة بيانات الفيلم (الإنجليزية)
- أثينا على موقع ليتربوكسد (الإنجليزية)
- أثينا على موقع كينوبويسك (الروسية)